# Enniskillen Castle

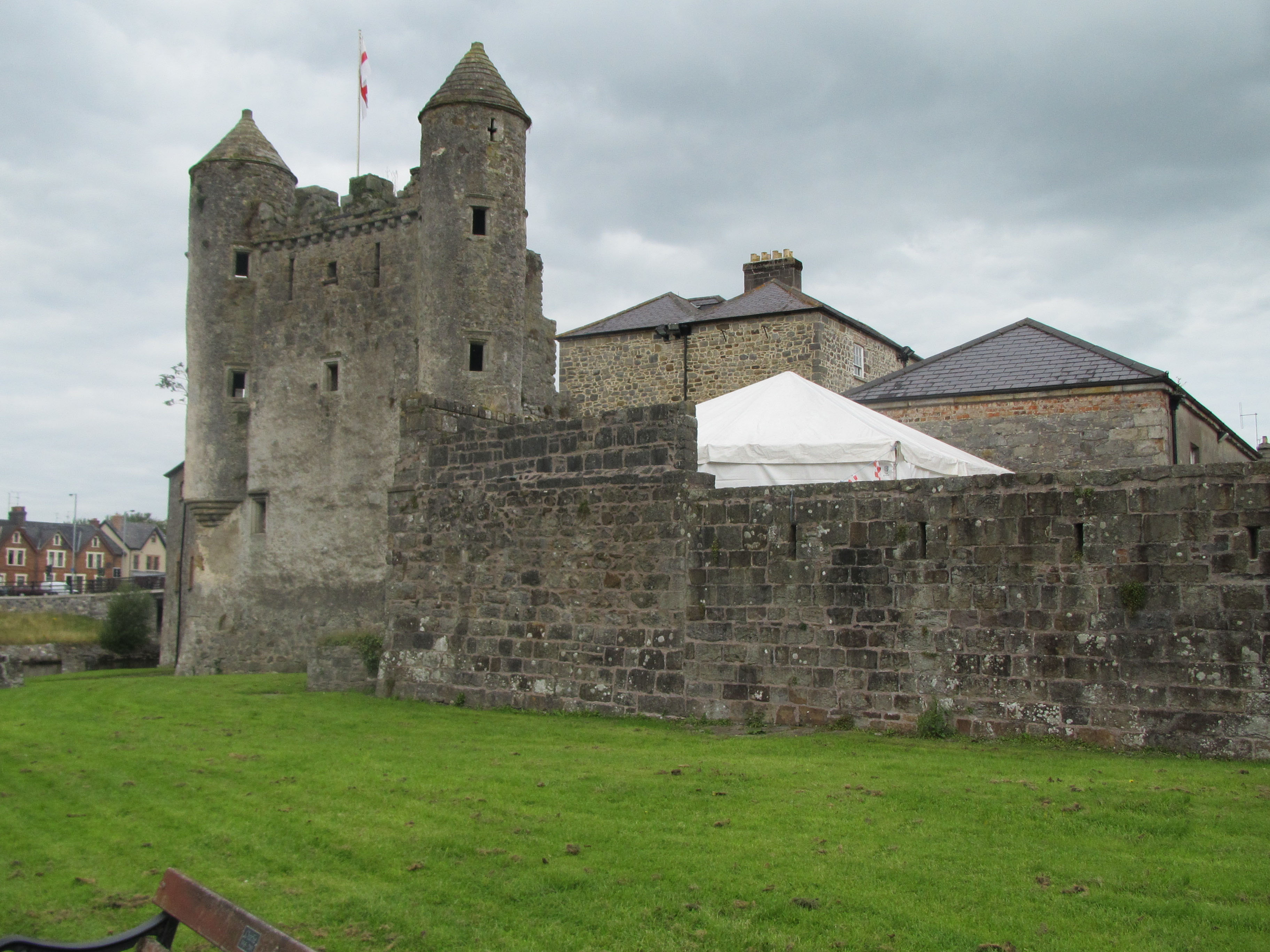
Enniskillen Castle 2011

Enniskillen Castle (irisch Caisleán Inis Ceithleann) ist eine Burg in der Stadt Enniskillen im nordirischen County Fermanagh. Das ursprünglich im 16. Jahrhundert errichtete Gebäude beherbergt heute das Fermanagh County Museum und das Regimentsmuseum der Royal Inniskilling Fusiliers und der 5th Royal Inniskilling Dragoon Guards.

## Geschichte
Die erste Burg an dieser Stelle ließ Aodh Mag Uidhir (anglis. Hugh Maguire) 1567 errichten. Sie spielte eine entscheidende Rolle im Kampf der irischen Rebellen gegen die englische Herrschaft im 16. Jahrhundert. Sie wurde nach achttägiger Belagerung 1594 eingenommen. Im Jahre 1607 wurde sie unter Captain William Cole umgebaut und neu ausgestattet. Der Turm an der Flussseite im Süden, Watergate genannt, wurde in dieser Zeit angebaut. Im 18. Jahrhundert wurde die Burg als Castle Barracks (dt.: Burgkaserne) ausgebaut.

## Architektur
Die Burg bildete die Hauptbefestigung für den westlichen Stadtrand und wachte über die Straße nach Sligo. Sie besteht aus zwei Teilen, einem mittleren Turmdonjon und einer Kurtine, die mit kleinen Tourellen, Scharwachtürme genannt, verstärkt war. Der Aufbau der Burg zeigt starke schottische Einflüsse. Dies sieht man besonders am Watergate, das zwei runde Tourellen auf Konsolen, die vermutlich um 1609 entstanden. Seit damals wurde die Enniskillen Castle aber wesentlich verändert. Es zählt als historisches Monument unter staatlicher Verwaltung.

## Fermanagh County Museum
In der Burg ist heute das Fermanagh County Museum untergebracht, das auf die Geschichte, Kultur und Naturgeschichte der Grafschaft ausgerichtet ist. Die Ausstellungen umfassen die Frühgeschichte, die Naturgeschichte, das traditionelle Landleben, örtliche Handwerke und Belleek Pottery, sowie die Geschichte der Burg.

## Inniskillings Museum
Ebenfalls beherbergt die Burg das Inniskillings Museum, das Regimentsmuseum der Royal Inniskillings Fusiliers und der 5th Royal Inniskilling Dragoon Guards. Die Ausstellungen zeigen Uniformen, Medaillen, Flaggen, Regimentsinsignien, Waffen und andere militärische Erinnerungsstücke.

## Galeriebilder

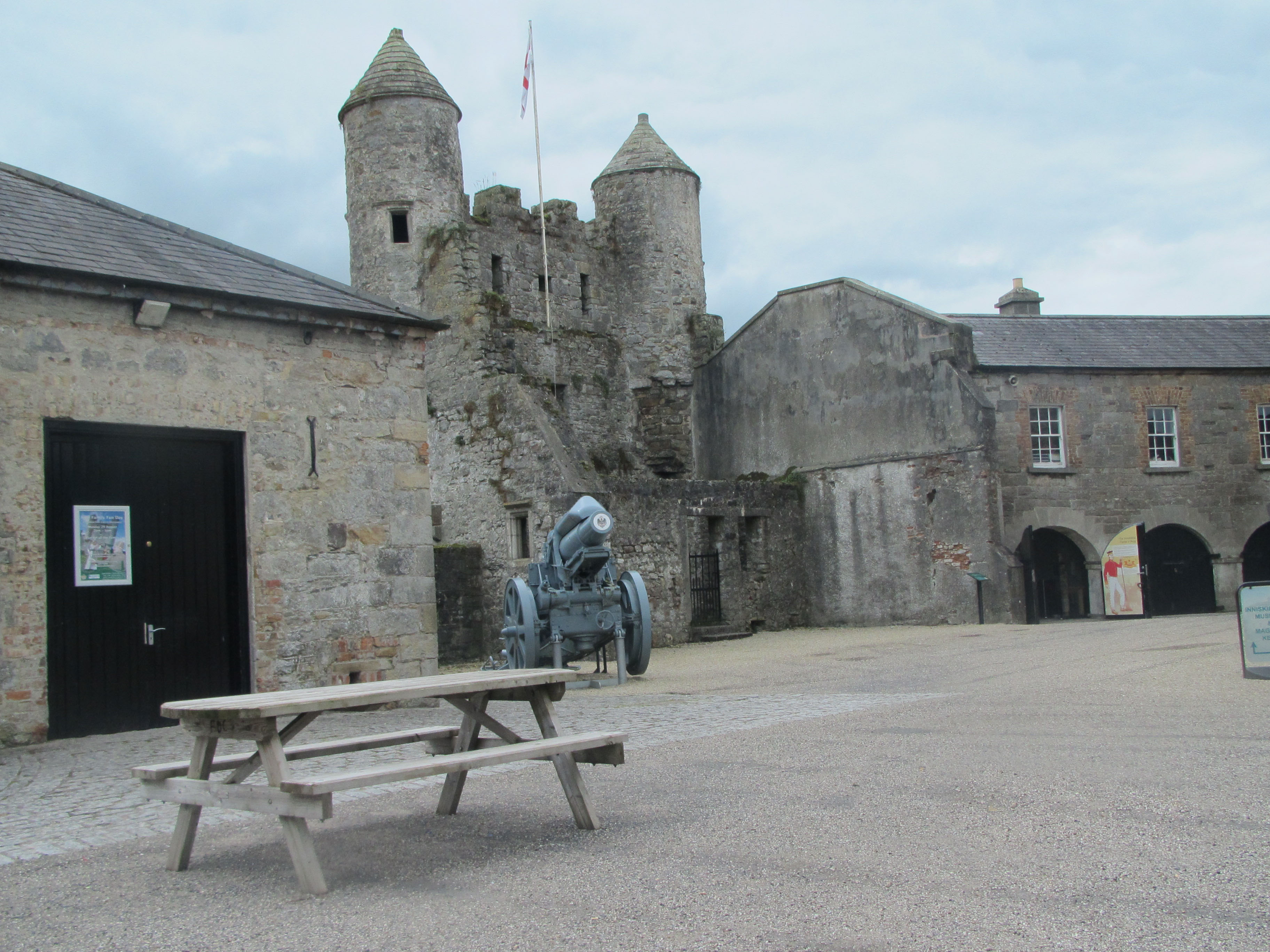
Der Burghof
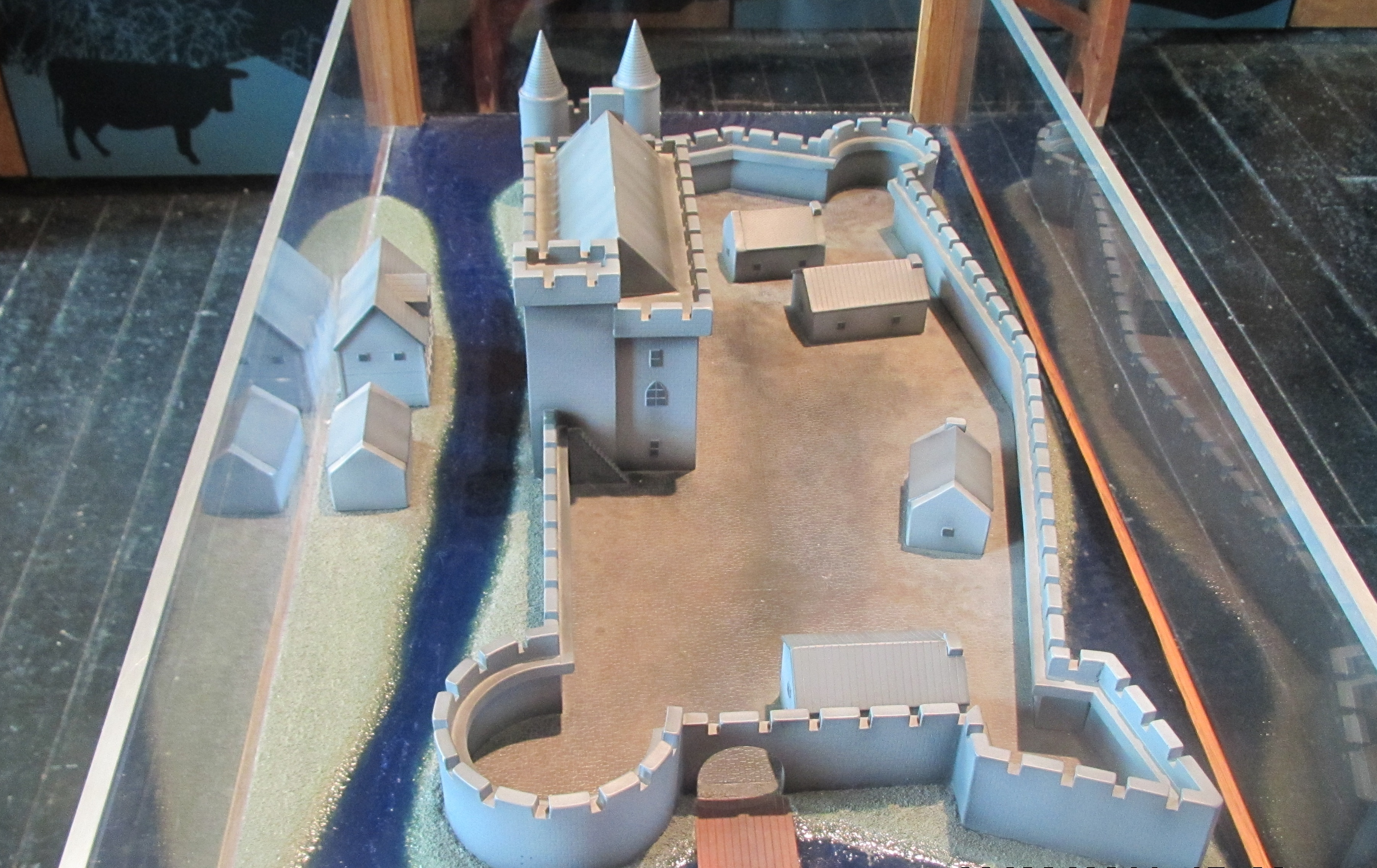
Rekonstruktion der Burg
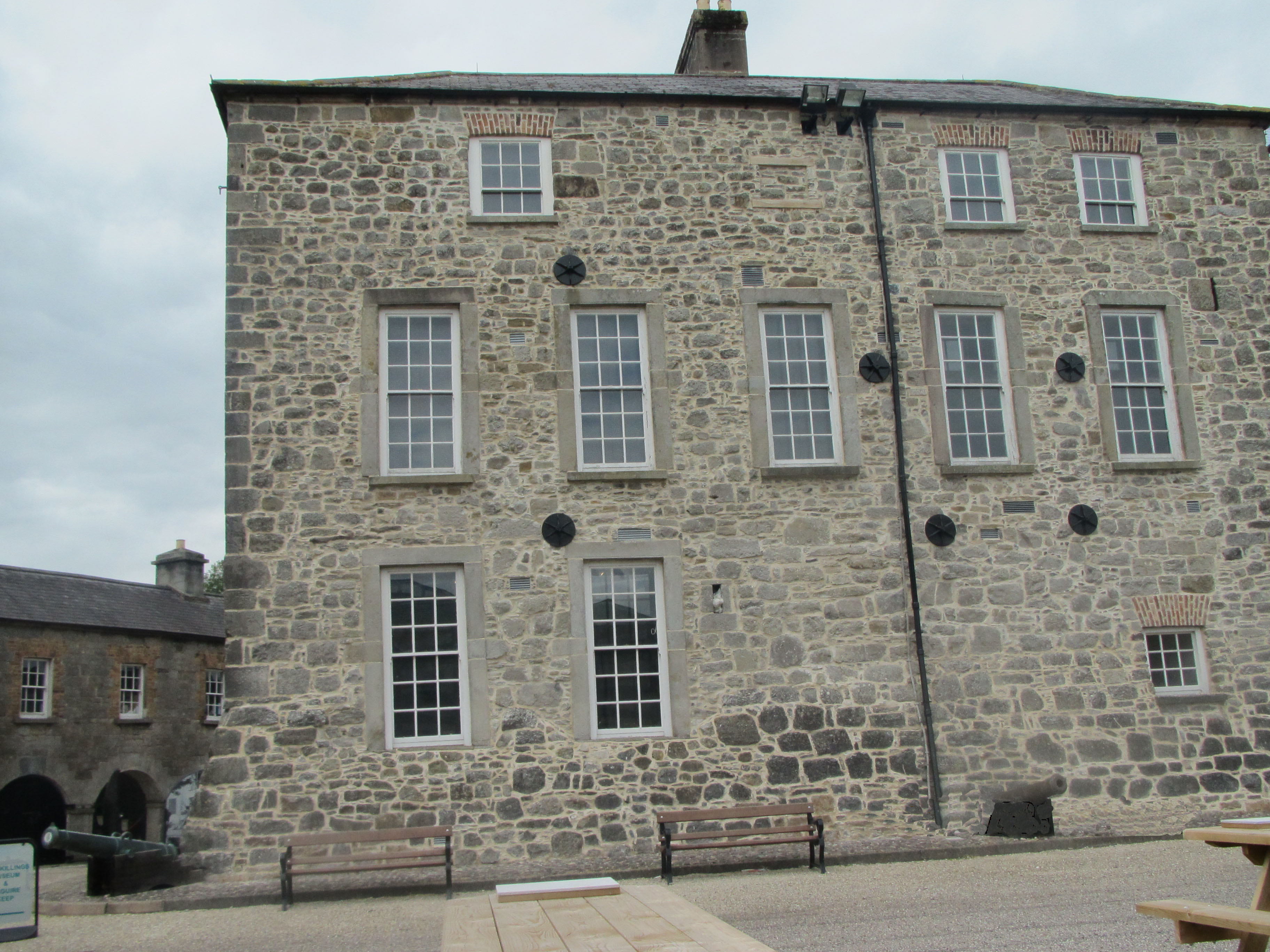
Die Kaserne wurde innerhalb der Mauern gebaut.